# Acquiesce
«Acquiesce» es una canción de la banda de rock inglesa Oasis, escrita por Noel Gallagher. Originalmente, la canción aparecía como el Lado B del primer sencillo de la banda que llegó al primer puesto en Inglaterra, Some Might Say, en abril de 1995. La traducción del título sería algo como "Aceptar", y se pronunciaría "Ak-wi-es".
La popularidad de la canción hizo que fuera incluida en el álbum recopilatorio de lados B The Masterplan, lanzado en 1998, después que los fanes de Oasis votaran las canciones en el sitio web oficial de la banda.
Ese año la canción fue lanzada como sencillo en Estados Unidos, para promocionar The Masterplan, llegando al puesto #24. También se hizo un video promocional de la canción, grabado el 14 de diciembre de 1997 en el G-Mex en Mánchester, aunque las voces del video corresponden a otra presentación.
Acquiesce se lanzó también para promocionar el álbum compilatorio Stop The Clocks: The Definitive Collection. Se realizó un nuevo video, filmado en Electric Ballroom of Cadmen, en Londres. La banda no aparece en el video; son reemplazados por un grupo japonés que toca en su lugar. Por otras imágenes que aparecen se deduce que parte del video también fue filmado en Japón.
Los versos de la canción son cantados por Liam Gallagher, y Noel se ocupa del estribillo, ya que según él, Liam no llega a alcanzar notas tan altas. Acquiesce es la primera de tres canciones de Oasis que los Gallagher cantan a dúo; las otras son "Put Yer Money Where Yer Mouth Is", del álbum Standing on the Shoulders of Giants; y Let There Be Love, perteneciente a Don’t Believe The Truth.

## Historia
Noel Gallagher dice que Acquiesce fue escrita de camino al estudio de grabación de Definitely Maybe. El tren se retrasó, y durante esa interrupción escribió partes de la canción.
Según el crítico y escritor de música Paul Du Noyer, "La canción es sobre la amistad en su sentido más amplio, y no como se especulaba a menudo, sobre los propios hermanos Gallagher".
Acquiesce es una de las canciones favoritas de los fanes de Oasis, y la tocan en casi todas sus presentaciones en vivo. También sienten que la canción debería haberse incluido en el álbum (What's the Story) Morning Glory? así como también podría haber sido lanzada como sencillo en lugar de ser un Lado B. Alan McGee trató de convencer de eso a Noel Gallagher, además de decirle que podía ser un sencillo junto con Some Might Say. Noel rechazó esta idea porque no estaba dispuesto a escribir otro Lado B y grabarlo, y el trabajo de Aquiesce estaba terminado. Sin embargo, Noel dijo que esta y un par de canciones de The Masterplan eran lo suficientemente fuertes como para haber sido sencillos o pistas de un álbum.

## Lista de canciones
CD promocional (OASIS INSTORE)

| N.º   | Título           | Duración |  |
| 1.    | «Acquiesce»      | 4:24     |  |
| 2.    | «Talk Tonight»   | 4:20     |  |
| 3.    | «Rockin' Chair»  | 4:35     |  |
| 4.    | «The Masterplan» | 5:22     |  |
| 18:51 |                  |          |  |

CD promocional Reino Unido (CCD204P), CD promocional Estados Unidos (ESK 41522), Vinilo promocional de 12" (CTP 204)

| N.º  | Título      | Duración |  |
| 1.   | «Acquiesce» | 4:24     |  |
| 4:51 |             |          |  |

CD promocional Francia (HES 481020 9)

| N.º  | Título                          | Duración |  |
| 1.   | «Acquiesce» (Live)              | 4:48     |  |
| 2.   | «(It's Good) To Be Free» (Live) | 3:34     |  |
| 8:22 |                                 |          |  |

CD promocional Europa (HES 481020 9)

| N.º  | Título                        | Duración |  |
| 1.   | «Acquiesce» (Radio Edit)      | 4:06     |  |
| 2.   | «The Masterplan» (Radio Edit) | 3:51     |  |
| 7:57 |                               |          |  |

CD promocional enhanced (ESK 41571)

| N.º   | Título                          | Duración |  |
| 1.    | «Acquiesce» (Live)              | 5:25     |  |
| 2.    | «Interview With Noel Gallagher» | 27:30    |  |
| 3.    | «Acquiesce» (Music Video)       | 4:39     |  |
| 37:34 |                                 |          |  |

DVD promocional (none)

| N.º  | Título      | Duración |  |
| 1.   | «Acquiesce» | 4:36     |  |
| 4:36 |             |          |  |